# Giacomo Gentili
Giacomo Gentili, född 3 juli 1997 i Cremona, är en italiensk roddare.

## Karriär
I maj 2017 vid EM i Račice tog Gentili brons i scullerfyra tillsammans med Romano Battisti, Andrea Panizza och Emanuele Fiume. I augusti 2018 vid EM i Glasgow tog han guld i scullerfyra tillsammans med Filippo Mondelli, Luca Rambaldi och Andrea Panizza. Följande månad tog samma roddare även guld i scullerfyra vid VM i Plovdiv. I juni 2019 tog samma båt med roddare silver vid EM i Luzern, endast besegrade av Nederländerna. I augusti samma år tog de även brons vid VM i Ottensheim efter att ha blivit besegrade av Nederländerna och Polen.
I oktober 2020 vid EM i Poznań tog Gentili silver i scullerfyra tillsammans med Luca Chiumento, Simone Venier och Luca Rambaldi, endast besegrade av Nederländerna. I april 2021 vid EM i Varese tog han sitt andra EM-guld i scullerfyra tillsammans med Simone Venier, Luca Rambaldi och Andrea Panizza. I juli 2021 slutade samma båt med roddare på femte plats i scullerfyra vid OS i Tokyo.
I augusti 2022 vid EM i München tog Gentili sitt tredje EM-guld i scullerfyra tillsammans med Nicolò Carucci, Luca Chiumento och Andrea Panizza. Följande månad tog samma båt med roddare brons vid VM i Račice efter att slutat bakom Polen och Storbritannien. I maj 2023 tog de brons tillsammans i scullerfyra vid EM i Bled. I september 2023 tog de silver tillsammans i scullerfyra vid VM i Belgrad.
I april 2024 vid EM i Szeged tog Gentili sitt fjärde EM-guld i scullerfyra tillsammans med Nicolò Carucci, Andrea Panizza och Luca Chiumento.